# Iglesia del Sagrario (Granada)
La iglesia del Sagrario de la Catedral de Granada es una capilla sacramental, dedicada a la reserva y custodia de las hostias consagradas. Además, es sede de una parroquia con jurisdicción sobre el distrito urbano circundante determinado. Está adosada a la catedral y cuenta con acceso principal desde la plaza de Alonso Cano, además de una entrada interior que conecta directamente con el lado de la epístola del crucero secundario de la catedral.

## Historia
Tras la Reconquista, en 1501, la mezquita aljama que estaba situada en la Medina desde el siglo XI, fue transformada en templo parroquial bajo la advocación de Santa María de la O. En 1526 albergó temporalmente la sede catedralicia.
El diseño de la iglesia ya estaba contemplado por Diego de Siloé en el momento en que se hizo cargo de las obras de la Catedral en 1528. Siloé apostaba por añadir un claustro al templo, pero esta idea fue desechada en el siglo XVIII. En 1661, se construyó un patio con tres claustros, pero en 1704, se hizo necesario demoler lo que quedaba del antiguo edificio para dar inicio a las obras de la iglesia. En 1705, el arzobispo Martín de Ascargorta encargó las obras a Francisco Hurtado Izquierdo, que inició la construcción sobre el espacio ocupado por la antigua mezquita mayor, derribando lo que quedaba de aquellas instalaciones. Hurtado se adaptó en su diseño al estilo renacentista de la catedral, renunciando a las tendencias rococó de su tiempo para lograr una integración armónica con el conjunto. Las obras fueron interrumpidas poco después por falta de recursos y se reiniciaron en 1717 bajo la dirección de José de Bada y Navaja. En 1745 se terminaron las bóvedas y el crucero. En 1759 se abrió el templo al culto.Durante su construcción, el edificio fue adaptado para servir como espacio de culto y sepultura.

## Arquitectura
El templo presenta una planta cuadrada que se circunscribe a una cruz griega, con pilares torales de orden compuesto que soportan la cúpula central. Los brazos de la cruz están cubiertos por bóvedas vaídas, y los ángulos de la iglesia se cubren con bóvedas de arista. De su interior destaca su amplia concepción espacial, que sorprende por la secuencia de sucesivas bóvedas y cúpulas esféricas, profusamente decoradas con relieves. Todas estas bóvedas y cúpulas se apoyan sobre gruesos pilares, unos exentos y otros adosados en los muros del perímetro, que aparecen revestidos por grandes semicolumnas de estilo corintio y fuste acanalado que se adosan a ellos.
La fachada, realizada en piedra de Sierra Elvira, destaca por su sobriedad, con muros lisos y una portada sencilla de dos cuerpos y tres calles, una central, amplia, y dos laterales más estrechas. Aunque en el proyecto original contemplaba dos puertas laterales adicionales con columnas salománicas, estas no se llegaron a construir, las columnas fueron enajenadas con destino al  palacio de Bibataubín, y la puerta principal quedó como único acceso. El cuerpo inferior presenta un arco de medio punto que sirve de puerta de acceso al templo, flanqueado por dobles columnas de orden corintio sobre altos pedestales salientes; el cuerpo superior incluye también dobles columnas laterales rematadas con frontones triangulares y tres hornacinas en el espacio central, con esculturas de San Pedro, de mayor tamaño la central, y de san Ibón, por su devoción a la Eucaristía y san Juan Nepomuceno, por su relación con el sacramento de la penitencia, en las laterales, más pequeñas, obras de Agustín de Vera Moreno. La estructura se corona con un frontón curvo. Este diseño austero, dominado por líneas rectas, es resultado de la modificación del proyecto original de Hurtado Izquierdo, llevado a cabo por José de Bada, quien adoptó un estilo más sobrio y contenido.

Por la calle Oficios, hay una entrada lateral con una portada de diseño muy sencillo, flanqueada por pilastras que enmarcan la puerta. Sobre el dintel, destaca un medallón con un cáliz. Encima, un gran frontón curvo remata la estructura. En el nivel superior, hay un balcón que alberga una custodia.

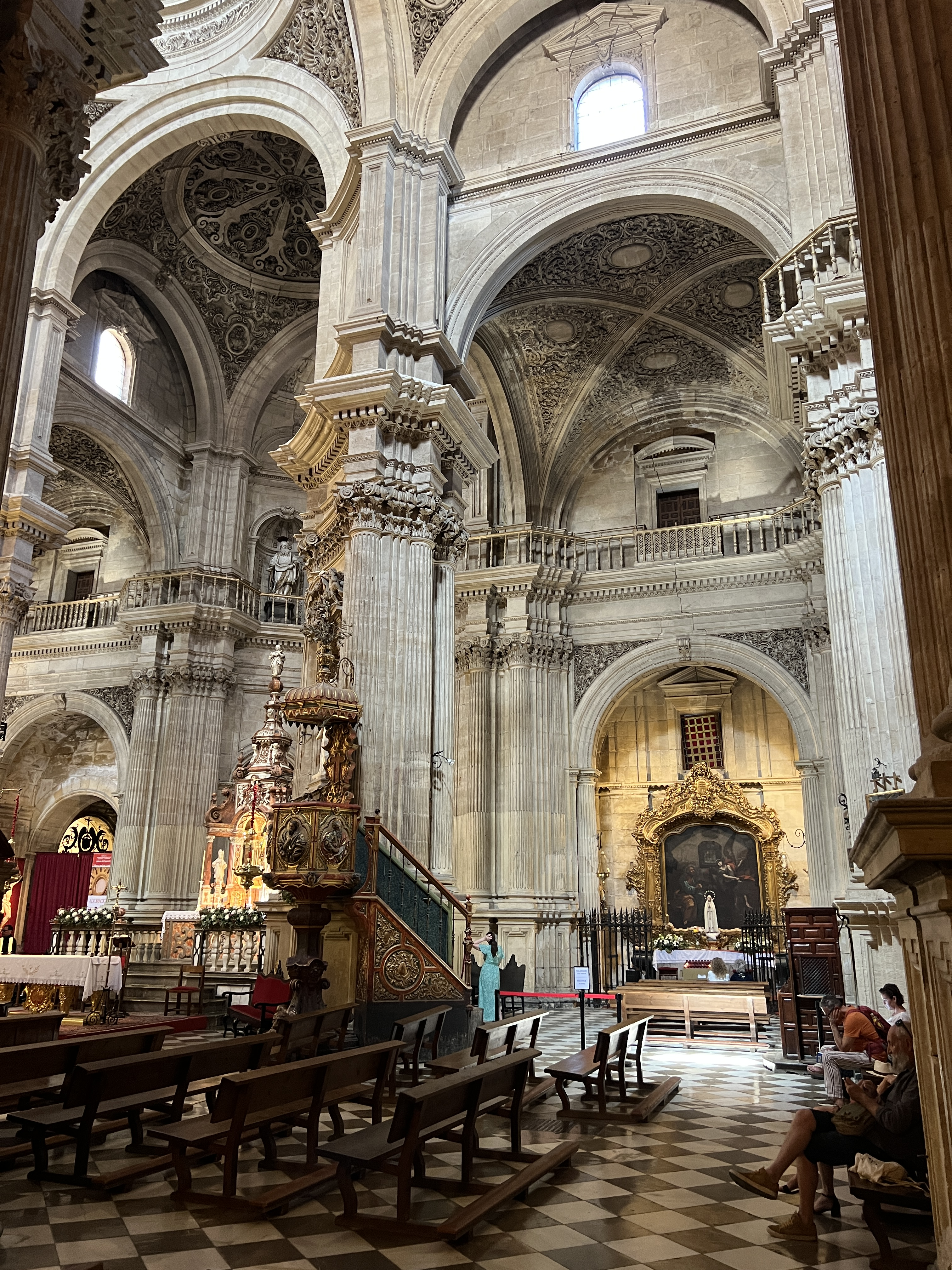

## Interior
La decoración interior es sobria, con relieves y molduras en piedra labrada, así como un tabernáculo en mármol policromado de José de Bada, realizado a mediados del siglo XVIII. Este presenta una estructura piramidal adornada con medallones representativos, como jarrones con azucenas, la tiara con las llaves de San Pedro y la figura de la Inmaculada en la parte superior. Todo el conjunto se completa con detalles característicos de la época, como formas curvas, angelotes y motivos vegetales. Actualmente contiene una reproducción de la Inmaculada del maestro Alonso Cano. Además, destaca el tabernáculo y los retablos, obras de José de Mora y Pedro Tomás Valero.La ornamentación del espacio refleja el estilo artístico de la época, combinando elementos geométricos y naturalistas. La planta de la iglesia adopta una disposición de cruz griega, con brazos terminados en ábsides poligonales cubiertos por bóvedas vaídas y un crucero coronado por una cúpula semiesférica. El pie del púlpito incluye figuras de un perro y una pantera, talladas por Pedro Tomás Valero, quien también realizó relieves que representan a los arcángeles Miguel y Gabriel sobre las puertas de la sacristía, mostrando al primero como defensor de la fe y al segundo como mensajero celestial. En las pechinas del crucero destaca una labor de hojarasca que enmarca esculturas de los Evangelistas en mármol blanco, obras de Agustín de Vera Moreno, que se sitúan sobre nichos en los pilares principales. Superiormente, sobre el entablamento de los muros perimetrales, puede verse una fina galería abalaustrada que recorre el todo el perímetro de la iglesia. En su interior interesantes cuadros de los siglos XV y XVI, así como una pila bautismal del Renacimiento, considerada una obra maestra atribuida a Francisco Florentín. Esta pila, realizada entre 1520 y 1522, está tallada en mármol blanco y decorada con delicados motivos renacentistas y el escudo del arzobispo Antón de Rojas, impulsor de su construcción. 
La iglesia dispone de un órgano neoclásico situado en el coro, en la tribuna alta frente al altar, que fue construido entre finales del siglo XVIII y principios del XIX. Su autor es desconocido, aunque se le atribuye a Guillermo D´Enoyer o Miguel González Aurioles. El instrumento destaca por su fachada, que presenta tres castillos de tubería en la parte frontal y otros dos en los laterales, decorados con tallas de instrumentos musicales. Tras una serie de transformaciones, incluida la reubicación de la consola en la balaustrada del coro, el órgano actualmente se encuentra en desuso y no operativo, aunque conserva los registros originales de contras de madera.

### Capillas
El templo alberga varias capillas. Entre ellas se encuentran las dedicadas a San Juan de Dios, San Cecilio, y la Capilla del Pulgar, cedida por Carlos V a Hernán Pérez del Pulgar en memoria de su hazaña de 1490. Esta capilla alberga un pequeño retablo de estilo renacentista, con pinturas que representan a la Sagrada Familia y escenas de temática bíblica. También se conserva una inscripción que recuerda la donación histórica de la capilla. En las capillas laterales del crucero se hallan dos retablos barrocos de mayor tamaño, realizados por Nicolás Moya. El de la izquierda incluye un  grupo escultórico del calvario realizado por Diego de Aranda, una obra que, según la tradición, incluye un Cristo que coronó a San Juan de Dios con su propia corona de espinas. El retablo de la derecha alberga una imagen de la Virgen de los Remedios, talla del siglo XVI, que en su día estuvo vinculada a una importante hermandad del antiguo templo-mezquita.

### Sepulturas
La iglesia alberga sepulturas de personajes notables, entre ellas, destacan la de Hernán Pérez del Pulgar, quien fue conocido por clavar un pergamino que decía «Ave María» en la puerta de la mezquita en 1490; Hernando de Talavera, primer arzobispo de Granada, cuyo sepulcro se encontraba originalmente a la derecha del altar mayor antes de la demolición del edificio, aunque algunos restos se perdieron durante la construcción de la iglesia; los sepulcros de Pedro de Granada y su hijo Alonso, del linaje de los Granada Venegas, a quienes la reina Isabel otorgó la capilla privada donde fueron enterrados en 1503. También se encuentran las sepulturas de Pedro Ramiro de Alva, cuya losa sepulcral se conserva en la Catedral; del cronista Pedro Mártir de Anglería; del arquitecto Ambrosio de Vico, y de Ana de Santotis, primera mujer de Diego de Siloé. Durante la construcción de la iglesia, algunos restos se perdieron, incluyendo el sepulcro de Hernando de Talavera, que se encontraba a la derecha del altar mayor antes de la demolición del edificio.  

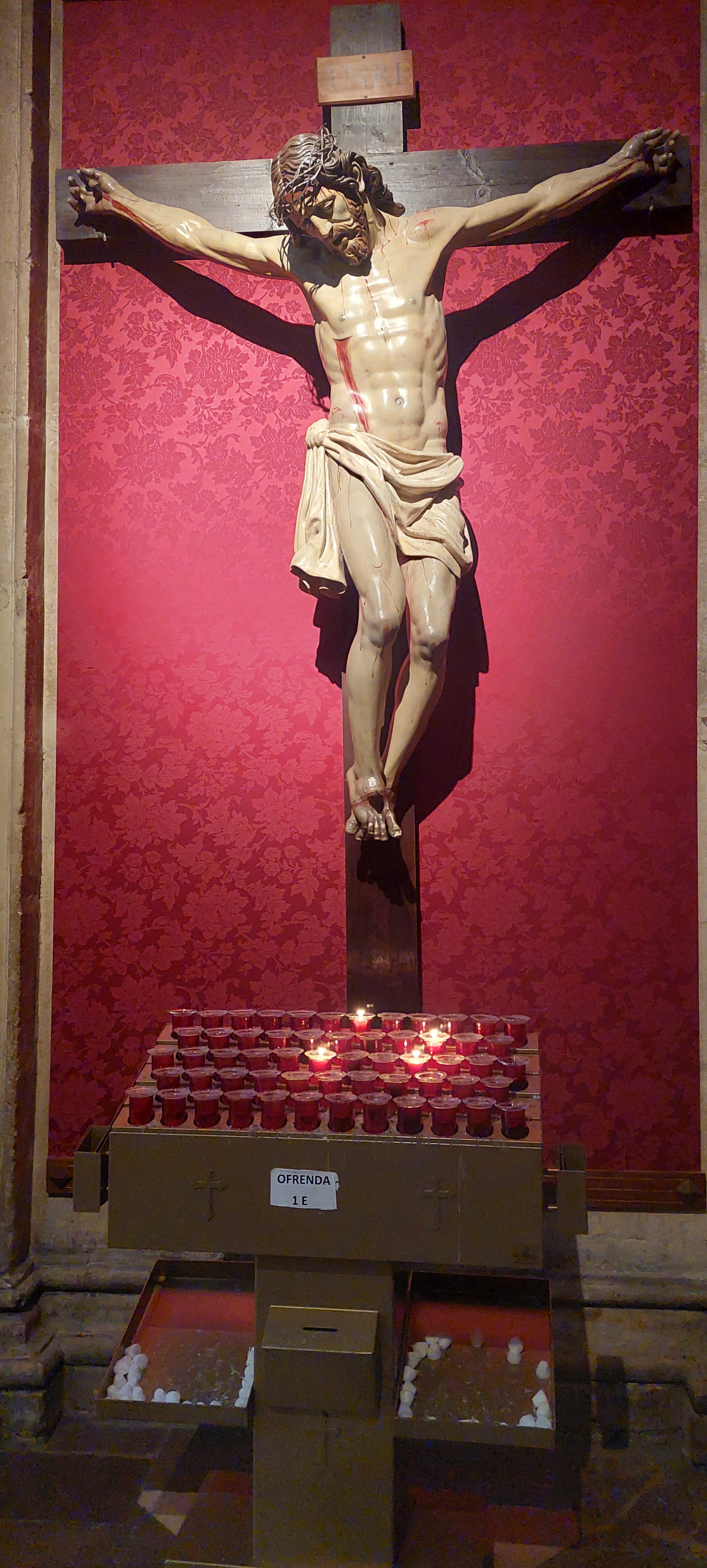
Cristo de la Buena Muerte o la Expiración en la iglesia del Sagrario (Granada)

### Cripta
La cripta de la iglesia del Sagrario reproduce la planta de cruz griega del templo. El crucero está cubierto por una cúpula semiesférica, apoyada en machones formados por medias columnas de orden compuesto. Los muros perimetrales tienen contrafuertes interiores con capillas entre ellos. La construcción es sencilla, con muros de cantería de piedra toba de Alfacar y bóvedas de cañón rebajado. Fue utilizada como osario, trasladando restos de sepulturas del antiguo Sagrario. El acceso actual se realiza por dos escaleras en capillas de la iglesia.

## Cristo de la Buena Muerte o la Expiración
En esta edificación destaca el Cristo de la Buena Muerte o la Expiración que se encuentra en el interior del templo. La escultura ha estado tradicionalmente atribuida a Pablo de Rojas, actualmente se atribuye a Bernabé de Gaviria. El Cristo destaca por su sobriedad y armonía. Lleva el paño de pureza, corona de espinas. Se encuentra sobre una cruz de madera.
Bajo la advocación de esta imagen se creó la hermandad del Santísimo Cristo de la Expiración y Vía Sacra en el siglo XVII.

## Hermandades
- Muy Ilustre y Venerable Hermandad del Dulcísimo Nombre de Jesús y Santísimo Sacramento.